# 詩里拉吉醫學博物館

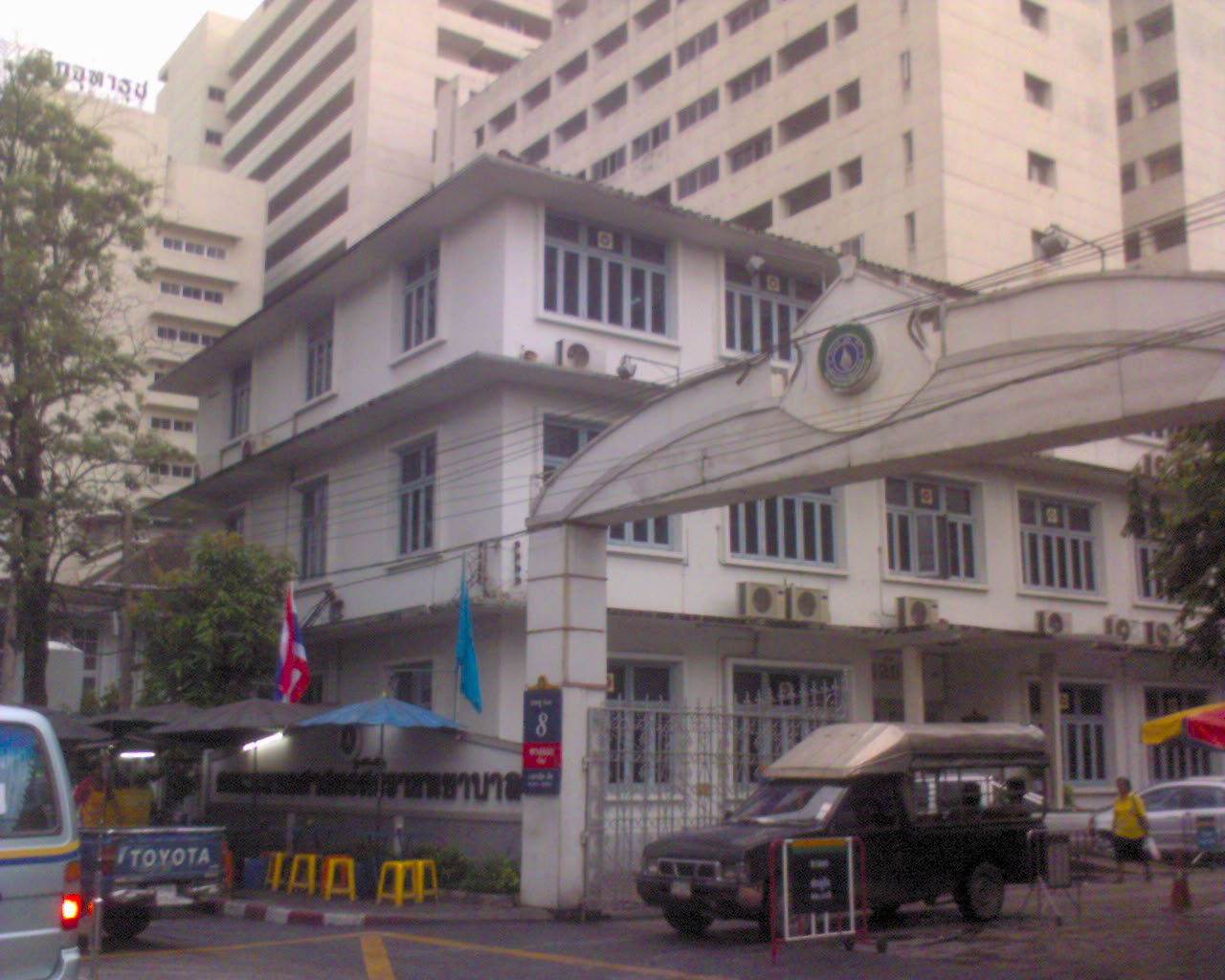
Siriraj醫院

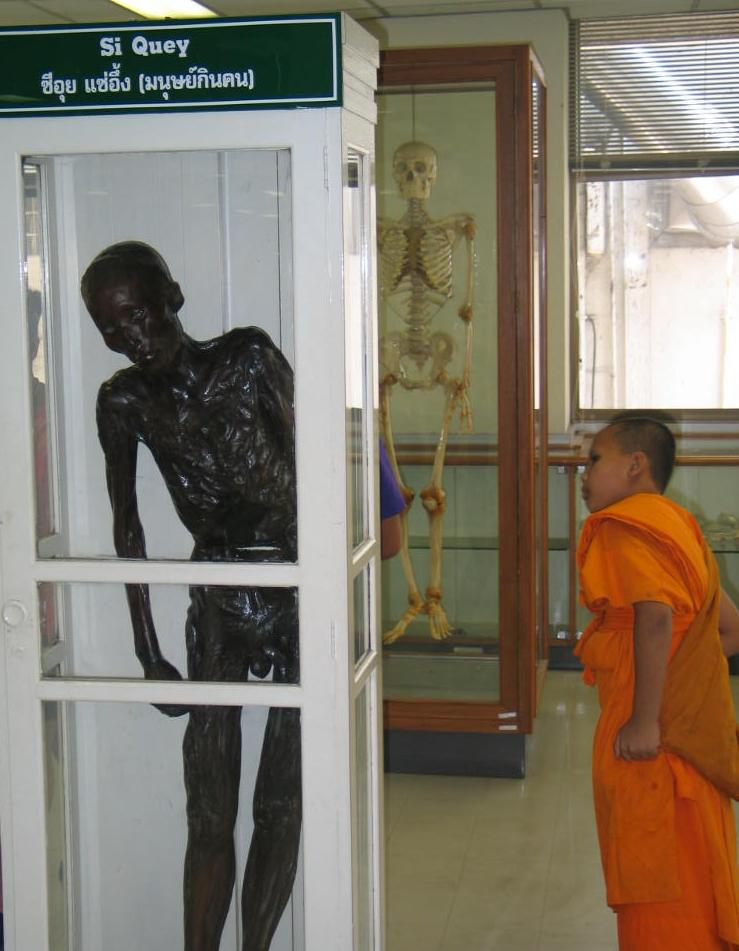
连环杀手細偉的尸体，在法醫學博物館展览

死亡博物館，正式名稱诗里拉吉醫學博物館（พิพิธภัณฑ์การแพทย์ศิริราช），又稱死體博物館，是泰國曼谷诗里拉吉醫院附設的博物館，向公众开放。博物館分為新舊兩棟大樓，以及六個展示館。其中有四館在新樓，二館在舊樓。
各展示館主題如下：

## 法醫學博物館（Forensic Medicine Museum）
展示各種交通，犯罪事故遇害，供法醫鑑定之遺體與照片．

## 解剖學博物館（Anatomical Museum）
泰國現代解剖學之父Congdon教授之研究室，除了有神經系統、消化內臟標本外，還有得水腦症，異常胎兒等浸泡在福爾馬林的遺體數十具。

## 泰國醫學歷史博物館（Museum of History of Thai Medicine）
泰國自古至今傳統及官方醫療醫學史，並展示各類藥品．